# Фаридабад (округ)
Фаридабад (гінді फरीदाबाद जिला, англ. Faridabad district) — округ індійського штату Хар'яна в межах Національного столичного регіону із центром у місті Фаридабад. Округ був утворений 15 серпня 1979 року відділенням від округу Ґурґаон.